# Crombec sittelle
Sylvietta brachyura
Espèce
Statut de conservation UICN

 LC  : Préoccupation mineure
Le Crombec sittelle (Sylvietta brachyura) est une espèce d'oiseaux de la famille des Macrosphenidae.

## Répartition
Cette espèce vit en Afrique subsaharienne.

## Taxinomie
Selon le Congrès ornithologique international (version 6.4, 2016) et Alan P. Peterson il existe trois sous-espèces :
- Sylvietta brachyura brachyura Lafresnaye, 1839
- Sylvietta brachyura carnapi Reichenow, 1900
- Sylvietta brachyura leucopsis Reichenow, 1879